# Berberis edentata
Berberis edentata là một loài thực vật có hoa trong họ Hoàng mộc. Loài này được Rusby mô tả khoa học đầu tiên năm 1927.